# Schlacht am Motien-Pass
Port Arthur (Seeschlacht) – Tschemulpo – Yalu – Nanshan – Te-li-ssu – Hitachi-Maru-Vorfall – Motien-Pass – Tashihchiao – Hsimucheng – Port Arthur (Belagerung) – Gelbes Meer – Ulsan – Korsakow – Liaoyang – Shaho – Sandepu – Mukden – Tsushima – Sachalin
Die Schlacht am Motien-Pass (auch Schlacht am Mo-tien-Ling genannt) war eine kleinere Landschlacht im Russisch-Japanischen Krieg und wurde vom 20. Junijul. / 3. Juligreg. bis zum 4. Julijul. / 17. Juli 1904greg. zwischen den Heeren der Kaiserreiche Japan und Russland ausgetragen. Der Motien-Pass (chinesisch 摩天岭, Pinyin Mótiānlíng) befindet sich in den Bergen zwischen Antung und Liaoyang und konnte schließlich von den Japanern eingenommen und gehalten werden. Sie konnten damit weiter auf Liaoyang marschieren.

## Vorgeschichte

### Russische Aufstellung
Die Situation für das Kaiserlich Russische Heer, speziell für die eingeschlossenen Truppen in Port Arthur, begann sich in der Zeit vor der Schlacht rapide zu verschlechtern. Der russische Befehlshaber der Landstreitkräfte im Fernen Osten, Alexei Kuropatkin geriet mehr und mehr unter Druck, Erfolge gegen die Japaner zu erzielen und die unterbrochene Eisenbahnverbindung nach Port Arthur wiederherzustellen. Sein Plan war, lokal eine zahlenmäßige Überlegenheit gegen die noch getrennt operierenden japanischen Armeen herzustellen und sie so zu überwältigen. Sein Fokus lag auf der Eisenbahnverbindung von Mukden nach Port Arthur, wo der Großteil der russischen Truppen stationiert war. Seine linke, im Gebirge zwischen Antun und Liaoyang stehende Flanke vernachlässigte er in seinen Planungen und wies ihr nur geringe Kräfte unter dem Befehl von Generalleutnant Fjodor Keller zu.
Keller war am 17. Mai 1904 aus Europa kommend eingetroffen und übernahm das Kommando des 3. Sibirischen Armeekorps von General Michail Sassulitsch, der zu seinem 2. Sibirischen Armeekorps bei Hai-cheng zurückkehrte. Generalleutnant Keller hatte bis zu diesem Zeitpunkt keinerlei praktische Erfahrung mit dem Führen eines Verbandes in Korpsgröße.

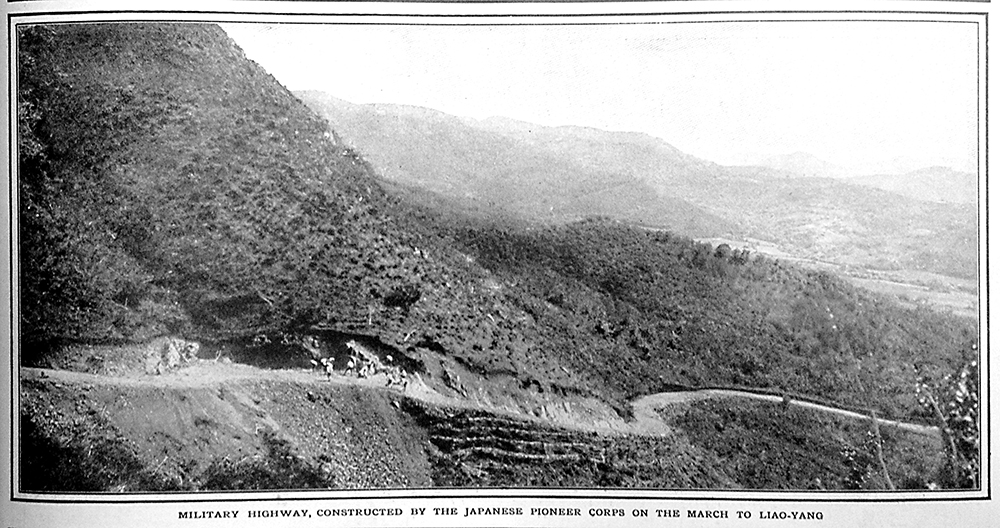
Originalunterschrift: Eine vom Japanischen Pionierkorps erbaute Militärstraße von Feng-huang-cheng nach Liaoyang.

Kuropatkin und Keller waren durch die taktisch-strategische Analyse des ersten Chinesisch-Japanischen Krieges zu dem Schluss gelangt, die japanische Strategie ziele nun darauf ab, ihre drei Feldarmeen bei Haicheng, 50 km südwestlich von Liaoyang zusammenzuführen. Um auf diesen Angriff vorbereitet zu sein, ließ Kuropatkin eine großangelegte Verteidigungsstellung bei Haicheng anlegen und begann im großen Stil Truppen zu verlegen. Keller, der bereits Teile seiner Truppen in der Schlacht von Te-li-ssu verloren hatte, musste am 15. Juni 1904 noch das 11. und 12. Sibirische Schützenregiment abgeben. Des Weiteren waren Kellers Artillerieeinheiten, die in der Schlacht am Yalu Geschütze verloren hatten, noch nicht mit Ersatzgerät ausgerüstet worden.
Ausgeschickte russische Kavallerie am linken Flügel sollte feindliche Bewegungen aufklären, zog sich aber nach leichten Feindkontakten, ohne umfassende Informationen gesammelt zu haben, wieder zurück. Hierdurch waren sowohl Kuropatkin als auch Keller nicht über umfassende japanische Truppenbewegungen an ihrer linken Flanke im Bilde und konzentrierten sich auf die Eisenbahnlinie.
Kellers Einheiten bestanden aus dem 9. und 10. Regiment der 3. Ostsibirischen Schützendivision, dem 22. und 24. Regiment der 6. Ostsibirischen Division, zwei Bataillonen der 2. Sibirischen Infanteriedivision und einigen Batterien Feldgeschütze. Auch das 11. und 12. Sibirische Schützenregiment waren nach mehreren erschöpfenden Gewaltmärschen wieder zu seinen Truppen gestoßen. Insgesamt verfügte er über etwa 25.000 Mann. Mit diesen Einheiten war Keller beauftragt worden, verschiedene Pässe zwischen Feng-huang-cheng und Liaoyang in schwierigem, unübersichtlichem Gelände zu halten. Am 26. Juni wurde das 9. Ostsibirische Schützenregiment aus Kellers Befehlsbereich abgezogen, wodurch einige Pässe, darunter der Motien-Pass, nicht mehr besetzt waren.

### Japanische Aufstellung
Während sich der Großteil der japanischen Armee nach der Schlacht am Yalu Richtung Osten gewendet hatte, um in der Schlacht am Nanshan Port Arthur zu isolieren, drang die 1. Armee Richtung Norden nach Feng-huang-cheng vor. Von dort setzte sich am 24. Juni General Kuroki Tamemoto mit der 12. Division in Richtung Motien-Pass in Bewegung, den sie am 30. Juni unerwarteterweise unbesetzt vorfand.

## Die Schlacht

### Gefecht am 4./5. Juli

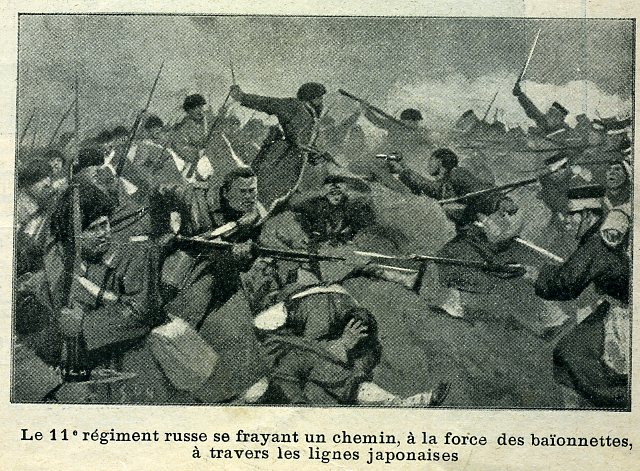
Das 11. Sibirische Schützenregiment im Nahkampf mit japanischen Soldaten.

Schwere Regenfälle in den folgenden Tagen ließ die Versorgungswege zusammenbrechen, woraufhin sich die Japaner vorübergehend wieder auf Feng-huang-cheng zurückzogen. Am Morgen des 4. Juli erreichte die Vorhut der 2. Division in Stärke von 3 Kompanien des 30. Regiments den Motien-Pass. Diese wurden im Abendgrauen von einem Bataillon des 10. Ostsibirischen Schützenregiments angegriffen. Es kam zu Gefechten auf kurze Distanz, in denen die Russen die Oberhand behielten, bevor zwei weitere Kompanien des 30. Regiments deren linke Flanke zurückwerfen konnten. Diese Flanke war sogar noch von einem Bataillon des 24. Ostsibirischen Schützenregiments verstärkt worden, aber die Dunkelheit und schlechte Abstimmung bei den Russen ließ den Angriff zusammenbrechen. Am nächsten Morgen wiederholten die beiden russischen Bataillone ihre Angriffe, allerdings ohne Ergebnis.

### Gefecht am 17. Juli
Inzwischen war sich Kuropatkin der Gefahr auf seinem linken Flügel bewusst geworden und befahl Keller, einen zweiten Angriff gegen die Japaner am Motien-Pass zu führen. Die Japaner waren inzwischen mit der kompletten 2. Division am Pass eingetroffen. 14 1/2 russische Bataillone und 12 Gebirgsgeschütze machten sich im Zentrum für einen Angriff bereit, während an beiden Flanken noch weitere Einheiten postiert waren.

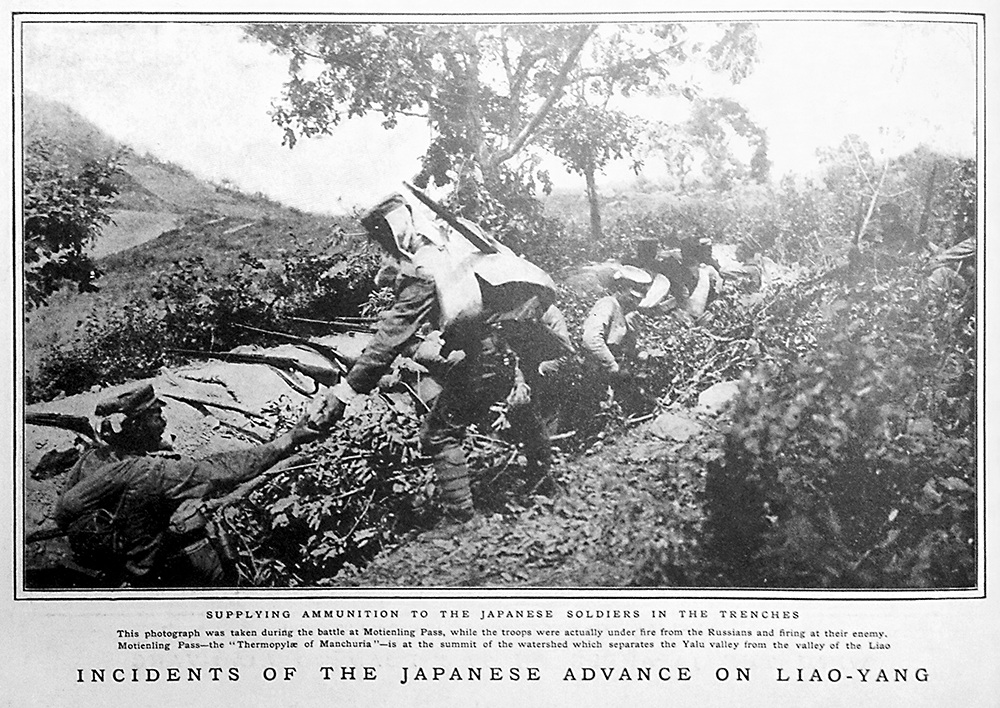
Originalunterschrift: Die Truppen in den Gräben werden mit Munition versorgt. Das Bild entstand während der Schlacht am Motienling Pass, während die Japanischen Truppen unter Feuer der Russen lagen und dieses erwiderten. Der Motienling Pass – die Thermopylen der Mandschurei – sind an der Wasserscheide zwischen den Tälern des Yalu und des Liao.

Kurz nach Mitternacht, um 0:30 Uhr des 17. Juli, begannen die Russen mit einem Ablenkungsangriff auf der Flanke, den die Japaner leicht abschlugen. General Kuroki Tamemoto ließ sich nicht täuschen und als der russische Hauptangriff um 3:00 Uhr begann, war das gesamte 30. Regiment auf dem Kamm des Motien-Passes in Stellung. Dazu kam noch eine Batterie Feldgeschütze, die in gut geschützten Stellungen standen, die wenige Tage zuvor angelegt worden waren. Die russische Infanterie konnte die japanische Vorpostenkette leicht vertreiben. Dennoch ging ihr Vormarsch langsam und unkoordiniert voran. Erst um 5:00 Uhr erreichte die russische rechte Flanke die Hauptkampflinie der Japaner, während die linke Flanke zirka 1.500 Meter hinterherhinkte. Die Russen waren zahlenmäßig überlegen, denn die Japaner hatten ihre Linie ausdünnen müssen, um den kompletten Kamm zu besetzen. Als sich jedoch abzeichnete, dass die Russen ihren Schwerpunkt auf dem japanischen linken Flügel gesetzt hatten richteten sich alle japanischen Geschütze auf diesen Punkt des Schlachtfeldes. Die Folge war, dass der Angriff der Russen unter dem Geschützfeuer zusammenbrach. Als sich auch noch der leichte Morgennebel um 8:00 Uhr verzog, war die Sicht für die japanischen Kanoniere frei und sie erspähten zwei russische Angriffskolonnen. Eine der Kolonnen bewegte sich auf den japanischen linken Flügel zu, um den dortigen Angriff zu verstärken, während die andere Kolonne sich auf die Mitte der Japaner zubewegte. Die Soldaten der zuletzt genannten Kolonne marschierten Schulter an Schulter und boten der japanischen Artillerie ein ausgezeichnetes Ziel. Kurz darauf schlugen die japanischen Granaten in die dichten Ränge ein und mähten die Russen nieder. Inzwischen standen am Motien-Pass drei japanische Regimenter vier russischen Regimentern gegenüber, sodass die Verteidiger nun vollends im Vorteil waren. Nachdem die Russen keine Geländegewinne mehr verzeichnen konnten, brach ihr Angriff zusammen und ab 9:00 Uhr zogen sie sich unter schweren Verlusten zurück. Das japanische 30. Regiment, verstärkt durch das 3. Bataillon des 29. Regiments und das 2. Kavallerieregiment, drängte nach. Der russische Rückzug vollzog sich geradezu in verächtlicher Langsamkeit, allerdings gedeckt durch russische Artillerie, die nicht am Angriff teilgenommen hatte.
Auf dem rechten japanischen Flügel waren ab 8:00 Uhr acht russische Kompanien gegen eine japanische Kompanie, die auf Vorpostendienst war, vorgegangen. Verzweifelt verteidigten die Japaner für eine Stunde ihre Stellung und baten telefonisch um Verstärkung. Glücklicherweise trafen nach und nach immer mehr japanische Verstärkungen ein und die Lage stabilisierte sich auch hier. Ab 16:30 Uhr brachen die Russen den Kampf ab und zogen sich zurück.
Noch weiter nördlich wiederholte sich eben geschilderte Szene als um 11:30 Uhr acht russische Kompanien, unterstützt durch eine Schwadron Kavallerie, auch hier gegen eine japanische Kompanie vorgingen. Dieser Angriff wurde jedoch nicht energisch genug durchgeführt und konnte leicht abgeschlagen werden.
Alle vier russischen Angriffskolonnen waren geschlagen worden und die Japaner hatten den Motien-Pass behauptet.

## Verluste
Die Russen hatten 1.243 Mann Verluste an Toten, Verwundeten und Vermissten. Die Japaner hatten 72 Tote und 285 Verwundete.

## Folgen
Die Russen hatten verpasst, den leicht zu verteidigenden Motien-Pass als für die Japaner unüberbrückbares Hindernis zu gestalten. Durch den Verlust des Passes, und die russische Niederlage in der wenige Tage später stattfindenden Schlacht von Tashihchiao am 24./25. Juli 1904, waren die Russen gezwungen, sich noch weiter nördlich nach Liaoyang zurückzuziehen. Ihrem eigentlichen Ziel, die Verbindung zu Port Arthur wiederaufzunehmen, waren sie entfernter denn je.